# Marianne Blumenstein
Marianne Blumenstein ist eine ehemalige deutsche Tischtennisspielerin und -funktionärin. Ihre größten Erfolge feierte sie in den 1950er Jahren. 1958 wurde sie Dritte im Doppel bei den Deutschen Meisterschaften, mit Eintracht Frankfurt gewann sie fünfmal die deutsche Mannschaftsmeisterschaft.

## Werdegang
Marianne Blumenstein begann mit dem Tischtennissport beim Verein VfL Bad Nauheim und wechselte Anfang der 1950er Jahre zu Eintracht Frankfurt, mit dessen Damenmannschaft sie 1952, 1953, 1956, 1957 und 1958 deutscher Meister wurde. Zusammen mit der Frankfurter Mannschaft wurde sie dafür 1957 vom Bundespräsident Theodor Heuss mit dem Silbernen Lorbeerblatt ausgezeichnet. Bei der Deutschen Meisterschaft 1958 holte sie zusammen mit Erika Pfarr Bronze im Doppel.
Vier Titel holte sie bei den Hessenmeisterschaften, 1951 im Einzel, 1952 und 1953 im Doppel jeweils mit Ilse Donath und 1954 im Mixed mit Erwin Lentföhr.
1957 wurde Marianne Blumenstein Damenwartin im Hessischen Tischtennis-Verband.